# Tepuihyla warreni
Espèce
Synonymes
- Hyla warreni Duellman & Hoogmoed, 1992

Statut de conservation UICN

 EN  : En danger
Tepuihyla warreni est une espèce d'amphibiens de la famille des Hylidae.

## Répartition
Cette espèce est endémique du mont Roraima et du mont Ayanganna au Guyana.

## Étymologie
Cette espèce est nommée en l'honneur d'Adrian Neil Warren (1949-2011).

## Publication originale
- Duellman & Hoogmoed, 1992 : Some hylid frogs from the Guiana Highlands, northeastern South America: New species, distributional records, and a generic reallocation. Occasional Papers of the Museum of Natural History, University of Kansas, no 147, p. 1-21 (texte intégral)